# 载花船
《载花船》，明朝署名西泠狂者的性文学小说。全书四卷十六回。以武周時代為背景。內有同性戀、雙性戀描寫。

## 内容
全书讲述了四个宫廷和民间的爱情和性的故事。以宮女尹若蘭奉武則天之命假扮宦官到民間採選男寵為主線，成全了不滿包辦婚姻的年老丈夫而外遇之秦氏與情郎聞人杰的姻緣，並以男兒之身與才子于楚相愛，後來雖然被揭穿女兒身，于楚對她的愛情不變，並與她結為夫婦，尹若蘭為維持婚姻逃亡。後來尹若蘭與丈夫被緝捕歸案，聞人杰設計解救並藏匿二人。至武后還政，唐中宗大赦天下，兩人獲赦。不久若蘭被垂涎其美色的武三思所劫，她說服另一被劫女子代其投書狄仁傑。最後武三思被誅殺，若蘭與丈夫團圓。

## 思想
全书旨要在于宣扬性欲的合理性和反对封建礼教，鼓励读者大胆追求爱情。並提倡男性婚後亦要忠於妻子。

## 禁毁
清朝统治者为了稳定政权，控制文化，列出了各种各样的禁书，其中有六大禁书，《载花船》为其中之一。六大禁书为：《载花船》、《蜃楼志》、《品花宝鉴》、《闹花丛》、《株林野史》、《绿野仙踪》。